# Lisa Mays
Lisa Mays (* 10. Oktober 2000 in Sydney) ist eine australische Tennisspielerin.

## Karriere
Mays spielt vor allem Turniere auf der ITF Women’s World Tennis Tour, wo sie bislang vier Doppeltitel gewann.
2017 erhielt sie eine Wildcard für das Juniorinneneinzel der Australian Open, wo sie aber bereits in der ersten Runde gegen Jekaterina Wischnewskaja mit 2:6 und 1:6 verlor. Im Juniorinnendoppel trat sie mit Partnerin Ivana Popovic ebenfalls mit einer Wildcard des Veranstalters an. Die beiden verloren aber ebenfalls bereits in der ersten Runde gegen Maja Chwalińska und Iga Świątek mit 2:6 und 2:6.
2018 trat sie bei den Australian Open mit Partnerin Amber Marshall abermals mit einer Wildcard des Veranstalters im Juniorinnendoppel an, aber auch hier verlor die Paarung gegen Park So-hyun und Mananchaya Sawangkaew bereits in der ersten Runde mit 4:6 und 3:6.
2019 gelang ihr mit Partnerin Patricia Boentgen im Februar der Einzug ins Finale des Damendoppels des mit 15.000 US-Dollar dotierten Turniers in Port Pirie, wo die beiden aber mit 5:7 und 2:6 an Amber Marshall und Partnerin Valentina Ivanov scheiterten. Im Dezember 2019 gelang ihr dann der erste Turniersieg mit Partnerin Nell Miller beim Turnier von Norman.
2022 erhielt sie eine Wildcard für das Hauptfeld im Dameneinzel bei den Traralgon International, wo sie aber ebenso bereits in der ersten Runde scheiterte wie in der Qualifikation zu den Sydney Tennis Classic, ihrem ersten Turnier der WTA Tour. Auch im Hauptfeld des Damendoppels, für das sie zusammen mit Michaela Haet auch eine Wildcard erhalten hatte, blieb die Paarung gegen Arantxa Rus und Astra Sharma mit 2:6 und 0:6 sieglos.

## Turniersiege

### Doppel
| Nr. | Datum            | Turnier  | Kategorie | Belag             | Partnerin        | Finalgegnerinnen                | Ergebnis          |
| --- | ---------------- | -------- | --------- | ----------------- | ---------------- | ------------------------------- | ----------------- |
| 1.  | 7. Dezember 2019 | Norman   | ITF W15   | Hartplatz (Halle) | Nell Miller      | Carmen Corley Ivana Corley      | 7:65, 4:6, [10:8] |
| 2.  | 9. Juli 2022     | Monastir | ITF W15   | Hartplatz         | Valentina Ivanov | Cho I-hsuan Yao Xinxin          | 6:4, 62:7, [10:8] |
| 3.  | 5. November 2022 | Sydney   | ITF W60   | Hartplatz         | Destanee Aiava   | Alexandra Osborne Jessy Rompies | 5:7, 6:3, [10:6]  |
| 4.  | 29. April 2023   | Monastir | ITF W15   | Hartplatz         | Lily Fairclough  | Demi Tran Lian Tran             | 5:7, 6:2, [10:4]  |